# Индастријал метал
Индастријал метал (енгл. industrial metal) је музички жанр који спаја елементе разних врста хеви метала и индустријске, тј, електронске музике. Карактеришу га рифови који се понављају, семпловање, а често и груби вокали. Важнији представници овог жанра су Рамштајн, Министри, KMFDM, као и Најн Инч Нејлс и Мерилин Менсон, који су у великој мери допринели популарисању овог жанра.

## Почеци
Британски бенд Килинг Џоук су међу првима почели да мешају хеви метал и индустријску музику и сматра се да су били велики узор за бендове који касније настају: Министри, Скини Папи, Најн Инч Нејлс и Гадфлеш, а који се сматрају првим представницима овог жанра. Министријев албум „The Land Of Rape And Honey“ из 1988. се често сматра првим индастријал метал албумом икада.
Убрзо овај музички правац добија представнике и у Европи (изван Британије). Немачки бенд KMFDM је међу првима у Европи почео да се бави овом врстом музике.

## Данас
У данашње време најпознатији представници овог жанра су Рамштајн и Мерилин Менсон. У ову групу би могли да се сврстају и Статик Екс и Роб Зомби (мада се Статик Екс често карактерише и као алтернативни метал, као и ну метал).
Дошло је и до мешања индастријал метала са другим метал жанровима. Неки бендови, као Детстарс, могу се сматрати представницима индастријал готик метала, као и индастријал блек метала; Нејлбомб се сматра представником индастријал треш метала. Осим тога, постоје и бендови који су накнадно постали индустријски: Улвер, Ковенант и Мортиис, који су у почетку изводили блек метал.

## Поджанрови

### Сајбер метал
Један од популарних поджанрова индастријал метала је сајбер метал. Настао је као мешавина индастријал метала, мелодичног дет метала и сајбер елемената, односно звука електронике. Код сајбер метала, гитаре углавном имају чвршћи звук. Текстови су разне тематике, почевши од политичких и социјалних па све до научно-фантастичних. Типичан пример овог жанра, као и један од најпознатијих сајбер метал бендова је руски бенд Илидијенс. У познате бендове које се могу сврстати у овај жанр спадају још и Фир Фектори, Сајбрид, Неуротек, Интерлок, Сајнтетик Брид итд. 

## Представници
- Министри
- KMFDM
- Рамштајн
- Мерилин Менсон
- Роб Зомби
- Детстарс